# Joane Somarriba
Joane Somarriba Arrola (Guernica, 11 augustus 1972) is een Spaans voormalig professioneel wielrenster. Ze is een van de grootste vrouwelijke wielrenners aller tijden, met twee eindoverwinningen in de Giro Donne (Ronde van Italië voor vrouwen) en drie eindoverwinningen in de Grande Boucle Féminine Internationale (Ronde van Frankrijk voor vrouwen) en de Emakumeen Bira (Ronde van Spanje voor vrouwen).
Ze is getrouwd met oud-wielrenner Ramón González Arrieta.

## Erelijst
1987
- Spaans kampioene op de weg, Junioren

1988
- Spaans kampioene op de weg, Junioren

1991
- Eindklassement Emakumeen Bira

1994
- Spaans kampioene op de weg, Elite

1996
- Spaans kampioene tijdrijden op de weg, Elite
- 21e in Olympische Spelen, wegwedstrijd, Elite

1999
- 10e etappe, deel B Giro d'Italia Donne
- Eindklassement Giro Donne

2000
- 4e etappe Grande Boucle Féminine Internationale
- 6e etappe Grande Boucle Féminine Internationale
- Eindklassement Grande Boucle Féminine Internationale
- 6e etappe, deel B Giro Donne
- Eindklassement Giro Donne
- Eindklassement Emakumeen Bira

2002
- Emakumen Saria

2003
- Wereldkampioene tijdrijden op de weg, Elite
- Emakumen Saria

2004
- Emakumen Saria
- 2e etappe Emakumeen Bira
- 3e etappe, deel A Emakumeen Bira
- 3e etappe, deel B Emakumeen Bira
- Eindklassement Emakumeen Bira

2005
- 3e etappe Trophée d'Or Féminin
- Eindklassement Trophée d'Or Féminin

- International Standard Name Identifier: 0000 0000 3487 5850
- Library of Congress Control Number: n2006011936
- Virtual International Authority File: 11729360
- WorldCat: E39PBJmDdVGq8P9kYXDMcj3vpP